# Renato Velho
Renato Zingano Velho (Taquara, 14 de dezembro de 1971) é um multi-instrumentista e produtor cultural brasileiro. Entre os instrumentos que toca estão o banjo americano, bandolim, lap steel, serrote, guitarra, dobro e viola caipira.
Fez parte da banda Trem 27 e participou tocando diversos instrumentos com o Projeto Tradisons. Atualmente integra o grupo Bando Celta.
Ganhou o Prêmio Açorianos de Música quatro vezes. Acompanhou cantoras como Elba Ramalho e Zezé Motta. Em julho/2009 participou do 6º Concerto Série Oficial OSPA, regido pelo maestro Isaac Karabtchevsky, tocando banjo na obra de George Gershwin Porgy and Bess: Quadros Sinfônicos.
Na gestão 2009/2012, Renato Velho foi o diretor de cultura da cidade de Taquara, onde incentivou produções teatrais.

## Discografia

### Música Infantil
- 2001 - O Corvo e o Espantalho - Produção Independente

### Trem 27
- 2002 - Way Down South - Independente
- 2003 - Bluegrass 4 Breakfast - Produção Independente

### Solo
- 2005 - Estratosférico - Produção Independente
- 2012 - Astenosférico[6]

- 2013 - 50 Tons De Blues - com Manéco Rocha

### Coletâneas
- 2007 - Participou da Coletânea do Good Music Festival

## Prêmios e indicações

### Prêmio Açorianos
| Ano  | Categoria                         | Indicação      | Resultado |
| ---- | --------------------------------- | -------------- | --------- |
| 2005 | Instrumentista de Pop             | Renato Velho   | Venceu    |
| 2005 | Espetáculo                        | Estratosférico | Indicado  |
| 2013 | Intérprete de Música Instrumental | Renato Velho   | Venceu    |

- 2002 - Menção Especial Açorianos de Disco Infantil - O Corvo e o Espantalho
- 2003 - Melhor grupo POP/Rock - Trem 27;

## Livros
- Cassol, Léia; Velho, Renato (2013). Gritolândia. Porto Alegre: Cassol. 32 páginas. ISBN 978-85-89508-80-3